# غلين مارتينيز
غلين مارتينيز (بالإنجليزية: Glenn Martinez)‏ هو لاعب كرة قدم أمريكية أمريكي، ولد في 30 نوفمبر 1981 في أوبورندال في الولايات المتحدة.

## وصلات خارجية
- غلين مارتينيز على موقع مرجع كرة القدم المحترفة.كوم (الإنجليزية)